# Партизанское (Брянская область)
Партиза́нское — село в Навлинском районе Брянской области. Входит в состав Навлинского городского поселения.

## История
В 1964 году указом Президиума Верховного Совета РСФСР деревня Святое переименована в село Партизанское.

## Население
| 2010 | 2013 |
| ---- | ---- |
| 82   | ↘76  |